# Ани Салич
Ани Салич (буг. Ани Салич, рођена 22. априла 1969. у Благоевграду) бугарска је телевизијска водитељка.

## Биографија
У родном граду је завршила енглеску гимназију, а после и Колеџ за књижевност у Софији.
Радила је као секретарица и преводилац. Такође се бавила продајом лекова и аутомобила. Године 1995. почиње рад као репортер и водитељ у својој емисији на Новој телевизији под називом „В сърцето на София“ (срп. У срцу Софије). Касније је постала водитељка вести на Каналу 3. У истом каналу је радила и на политичкој емисији „Да разпръснем мъглата“ (срп. Распршимо маглу). Након такмичења постала је водитељка вести bTV.
Удата је за српског продуцента Бранка Салича, са којим има двоје деце — Лазара и Хану. Води новинарску емисију bTV заједно са Јукселом Кадријевим до 2014. године.